# قلعه تاکاساکای
قلعه تاکاساکای (انگلیسی: Takasaki Castle) یک قلعه ژاپنی است که ذر تاکاساکی، گونما در استان گونما در ژاپن واقع شده است.